# 甘肃农垦裕盛农业公司
甘肃农垦裕盛农业公司，是中华人民共和国甘肃省酒泉市玉门市下辖的一个类似乡级单位。

## 行政区划
甘肃农垦裕盛农业公司下辖以下地区：
虚拟社区。